# يوسف القلعي
يوسف القلعي (بالبرتغالية: Yousef el Kalai) هو عداء مسافات طويلة برتغالي من أصل مغربي ولد في يوم 1 مارس 1981 في مدينة طنجة في المغرب، إختص بسباق ال10 ألف متر وسباق الماراثون، في البداية مشواره مثل المغرب وفي 2009 نال الجنسية البرتغالية وقرر تمثيل البرتغال، شارك في بطولات العالم وبطولات أوروبا إلا أنه لم يقز بأي ميدالية.

## روابط خارجية
- يوسف القلعي على موقع الاتحاد الدولي لألعاب القوى (الإنجليزية)
- يوسف القلعي على موقع الاتحاد الأوروبي لألعاب القوى (الإنجليزية)
- يوسف القلعي على موقع رابطة إحصائيات سباق الطريق (الإنجليزية)